# Torneo de las Cinco Naciones 1971
El Torneo de las Cinco Naciones de 1971 fue la 77° edición del principal Torneo del hemisferio norte de rugby.
El campeón del torneo fue la selección de Gales.

## Clasificación
| Lugar | Selección  | Partidos | Partidos | Partidos  | Partidos | Puntos  | Puntos    | Puntos | Tabla de puntos |
| Lugar | Selección  | Jugados  | Ganados  | Empatados | Perdidos | A favor | En contra | dif.   | Tabla de puntos |
| ----- | ---------- | -------- | -------- | --------- | -------- | ------- | --------- | ------ | --------------- |
| 1     | Gales      | 4        | 4        | 0         | 0        | 73      | 38        | +35    | 8               |
| 2     | Francia    | 4        | 1        | 2         | 1        | 41      | 40        | +1     | 4               |
| 3     | Irlanda    | 4        | 1        | 1         | 2        | 41      | 46        | −5     | 3               |
| 4     | Inglaterra | 4        | 1        | 1         | 2        | 44      | 58        | −14    | 3               |
| 5     | Escocia    | 4        | 1        | 0         | 3        | 47      | 64        | −17    | 2               |

## Resultados
| 16 de enero | Francia | 13 - 8 | Escocia | Stade Olympique Yves-du-Manoir, Colombes |  |

| 16 de enero | Gales | 22 - 6 | Inglaterra | Cardiff Arms Park, Cardiff |  |

| 30 de enero | Irlanda | 9 - 9 | Francia | Lansdowne Road, Dublín |  |

| 6 de febrero | Escocia | 18 - 19 | Gales | Estadio Murrayfield, Edimburgo |  |

| 13 de febrero | Irlanda | 6 - 9 | Inglaterra | Lansdowne Road, Dublín |  |

| 27 de febrero | Escocia | 5 - 17 | Irlanda | Estadio Murrayfield, Edimburgo |  |

| 27 de febrero | Inglaterra | 14 - 14 | Francia | Twickenham Stadium, Londres |  |

| 13 de marzo | Gales | 23 - 9 | Irlanda | Cardiff Arms Park, Cardiff |  |

| 20 de marzo | Inglaterra | 15 - 16 | Escocia | Twickenham Stadium, Londres |  |

| 27 de marzo | Francia | 5 - 9 | Gales | Stade Olympique Yves-du-Manoir, Colombes |  |

## Premios especiales
- Grand Slam:  Gales
- Triple Corona:  Gales
- Copa Calcuta:  Escocia